# Four Regrettings and a Funeral
Four Regrettings and a Funeral, llamado Cuatro lamentos y un funeral en Hispanoamérica y Cuatro arrepentimientos y un funeral en España, es el tercer episodio de la vigesimoquinta temporada de la serie animada Los Simpson, y el 533 de la misma. Fue escrito por Marc Wilmore y dirigido por Marcos Kirkland, y se emitió en Estados Unidos el 3 de noviembre de 2013 por FOX. Las estrellas invitadas fueron Rachel Maddow y Joe Namath como ellos mismos. En este episodio, cuatro ciudadanos de Spingfield recuerdan acontecimientos de su vida de las que se arrepienten, luego de que un amado ciudadano muere.

## Sinopsis
Cuando un ciudadano de Springfield muy amado, llamado Chip Davis (un hombre que nunca apareció en el programa pero que sin embargo, todos parecen conocer) muere, cuatro residentes recuerdan acontecimientos de la vida que les gustaría hacer de nuevo: Marge se preocupa de que al escuchar a Kiss mientras estaba embarazada de Bart le hiciera ser lo que es hoy en día. Kent Brockman lamenta no tomar la posición de presentador de noticias por cable cuando tuvo la oportunidad. Homer lamenta la venta de sus acciones de "Mapple" para comprar una bola de bolos, y se irrita más al saber que el Sr. Burns se regodea por los resultados exitosos que obtuvo de las acciones de Homer. El Sr. Burns lamenta romper con Lila, una muchacha francesa que se convirtió en un monje budista después de rechazar la propuesta de compromiso de Burns debido a su egoísmo.
Burns investiga sobre la vida de Lila y descubre que sigue viva. Finalmente se reúnen. Allí, Charles va al baño para refrescarse. Pero cuando regresa, la encuentra muerta en la cama porque se tomó demasiado tiempo para prepararse. Él intenta resucitarla, pero su "aliento de vida" termina por desintegrar su cuerpo. Entonces, Smithers convence al Sr. Burns de realizar el único favor que Lila le había pedido: ser desinteresado por lo menos durante cinco minutos, a lo cual, Burns se ofrece como voluntario en el comedor, donde se queda más de cinco minutos, por decisión propia.
Mientras tanto, Kent va en busca de trabajo a Nueva York. Después de revisar sus opciones, se dirige a las noticias Fox, donde ve que intentan culpar a los demócratas de todo lo que sucede. Tras darse cuenta de la mezquindad de la estación de noticias, decide volver a casa.
Homer lleva a pulir su bola, pero la tienda sería próximamente un negocio de "Mapple".
Marge habla sobre la culpa que siente por el comportamiento de Bart, ya que ella piensa que es por escuchar Kiss, a lo que el jefe Wiggum responde que su esposa escuchaba Mozart durante su embarazo y los discursos de Winston Churchill, y Ralph no es muy inteligente.
Más tarde, Bart decide hacer un viaje en globo, con una cesta de lavandería y cientos de globos. Sin embargo, se lamenta de su decisión cuando sube demasiado alto. Kent entonces difunde la noticia con la esperanza de recuperar su unidad para las noticias locales. Entonces, Homer usa su bola de bowling como una bala de cañón. Su peso logra hacer descender a Bart. Todo el mundo celebra el rescate, mientras se ignora el éxito de Lisa en un concurso académico. Homer comienza a apreciar su bola de boliche nuevo, pero esta estalla después de que un francotirador de la policía disparara accidentalmente.

### Créditos
Antes de los créditos, se muestra un homenaje a Marcia Wallace, con la Srta. Krabappel sentada en su pupitre que larga su típica carcajada. Durante los créditos, se muestran fotos de momentos icónicos de Springfield con Chip Davis en el fondo.